# دورن گرین
دورن گرین (انگلیسی: Devarn Green؛ زادهٔ ۲۶ اوت ۱۹۹۶) بازیکن فوتبال اهل بریتانیا است.
از باشگاه‌هایی که در آن بازی کرده‌است می‌توان به باشگاه فوتبال بلکبرن روورز اشاره کرد.